# Séma
A sémák olyan szervezett memóriastruktúrák, amelyek észlelés és gondolkodás eredményei, ami magában foglalja a világgal kapcsolatos tudásunkat és elvárásainkat. Így tárgyakat, embereket, eseményeket és helyzeteket osztályozunk a sémák segítségével. Az új információkat a meglévő sémák segítségével dolgozzuk fel. Az általános személyiségsémákat sztereotípiáknak nevezzük.

## Bartlett sémaelmélete
Sir Frederic Charles Bartlett angol pszichológus vezette be a séma fogalmát a pszichológiában, először az 1932-ben megjelent Az emlékezés című könyvében írt róla.
A séma tartalmazza mindazt, amit az egyén tud. Ha az új információ nem építhető be a sémába, torzítások keletkeznek. Jó példa erre Bartlett észak-amerikai indián meséje (A szellemek háborúja), amelyet emberekkel idéztetett fel egy kísérletben. A sémába nem illő eseményeket az emberek megváltoztatták vagy kihagyták előzetes tudásuknak megfelelően (valami feketeség jött ki az indián szájából → a lelke eltávozott). Ebből is látható, hogy az emlékezés aktív folyamat, melyben az egyén erőfeszítéseket tesz a jelentés keresésére és megtalálására.

## A forgatókönyvek
Roger Schank számítógépes tudós 1975-ben bevezette a forgatókönyvek fogalmát. Ezek olyan sémák, amelyek magukban foglalják a társas élet cselekvéseivel kapcsolatos tudásunkat az adott helyzetben elvárt viselkedésről (például a fogorvosnál, étteremben). 

## A sémák jellemzői (Rumelhart és Norman elméletében)
- Rögzített központi magjuk és változóik vannak

pl.: vásárlás esetén központi mag: pénz és termék kicserélése, változó: pénz és termék 
mennyisége
- Egymásba ágyazódhatnak

pl.: a fej sémájába beletartozik a szemek, a száj, a haj stb. sémája 
- Különböző absztrakciós szinteken lehetnek jelen

absztrakt és konkrét fogalmakra is vannak sémáink
- Aktív felismerési eszközök

## Asszimiláció és akkomodáció
Jean Piaget svájci pszichológus fontossága vitathatatlan a modern sémaelmélet kialakulásában és fejlődésében, hiszen – bár nem az elsők között foglalkozott ezzel a területtel – az ő elképzelései maradtak fenn és váltak általánosan elfogadottá a pszichológia történetében. Piaget gyerekeken végzett kísérletei alapján úgy gondolta, hogy a gyerekekben leképeződik az őket körülvevő világ (fizikai és társas) mentális képe. Ezeket a leképezéseket nevezte el sémáknak. Asszimilációnak nevezte azt a folyamatot, amikor a gyerekek az új történéseket meglévő sémáikba illesztik. Ha ez nem lehetséges, mert még nem alakult ki megfelelő séma az új eseményre, a sémák módosulnak, ez a jelenség az akkomodáció. 

## Sémarendszer
Ulrich Neisser amerikai kognitív tudós volt az, aki Bartlettet követően újabb bizonyítékot talált annak alátámasztására, hogy az emberi emlékezet sematikus és rekonstruktív. A Watergate-ügyben John Dean emlékeit vizsgálta, illetve hogy egyetemisták mennyire pontosan emlékeznek a Challenger űrhajó katasztrófájával kapcsolatos eseményekre. Neisser levonta azt a következtetést, hogy az információk rögzítését a sémarendszer irányítja, amely át is alakulhat az információk hatására.